# Publicationes Mathematicae
Publicationes Mathematicae is een internationaal, aan collegiale toetsing onderworpen wetenschappelijk tijdschrift op het gebied van de wiskunde.
De naam wordt in literatuurverwijzingen meestal afgekort tot Publ. Math-Debrecen.
Het tijdschrift is opgericht in 1950 en wordt uitgegeven door de Universiteit van Debrecen.